# شون كينغ (لاعب كرة قدم أمريكية)
شون كينغ (بالإنجليزية: Shawn King)‏ هو لاعب كرة قدم أمريكية أمريكي، ولد في 24 يونيو 1972 في ويست مونرو في الولايات المتحدة.

## وصلات خارجية
- شون كينغ (لاعب كرة قدم أمريكية) على موقع مرجع كرة القدم المحترفة.كوم (الإنجليزية)